# 쿠로키 메이사
쿠로키 메이사(黒木 メイサ, 1988년 5월 28일~)는 일본의 배우이자 패션 모델, 가수이다. 본명은 시마부쿠로 사츠키(島袋 さつき)이다. 아버지는 브라질계 미국인, 어머니는 일본인이다. 4자매 중에서 막내이다. 소속사는 SweetPower International이다.
10살 때 재닛 잭슨을 동경해 댄스를 배우기 시작했다. 오키나와 액터스스쿨 출신이기도 하다. 2004년 배우로 데뷔 이후, 2008년에는 디지털 싱글 〈Like This〉로 가수로도 데뷔했다. 2012년 가수 겸 배우 아카니시 진과의 결혼을 발표했으며, 1남 1녀를 두었으나 2023년 12월 이혼.

## 출연 작품

### 텔레비전 드라마
연속 드라마
- 2004년 후지TV 《메다카》
- 2007년 후지TV 《삼가 아뢰옵니다, 아버님》 - 가라사와 나오미 역
- 2008년 NTV 《1파운드의 복음》 - 시스터 안젤라 역
- 2008년 WOWOW 드라마 W 《문은 닫힌 채로"》
- 2008년 후지TV 《바람의 가든》
- 2009년 후지TV 《임협 헬퍼!》
- 2010년 TBS 《신참자》 - 아오야마 아미 역
- 2011년 후지TV 《행복해지자》
- 2011년 TV아사히 《지우 경시청 특수범 수사계》 - 주연·이자키 모토코 역
- 2013년 NHK 《야에의 벚꽃》

2014년 일본드라마 블랙
단편 드라마 / 게스트 출연
- 2004년 BS-i 《문학의 노래 "이불"》 - 요코야마 요시코 역
- 2004년 후지TV 《정말로 있었던 무서운 이야기 〈최후의 메시지〉》
- 2006년 TBS 《스페셜 드라마 "어느 사랑의 시"》
- 2007년 TV아사히 《백호대》
- 2007년 TV아사히 《생도제군!》 제1회 게스트
- 2008년 TV아사히 《남장 여인: 가와시마 요시코의 생애》 - 가와시마 요시코 역
- 2009년 후지TV 《NTTdocomo 드라마 스페셜 "기회~그녀가 성공한 이유》 - 타마키 사오리 역
- 2010년 후지TV 《마지막 약속》
- 2011년 TBS 《신춘 드라마 특별기획 "붉은 손가락: 신참자 가가 교이치로 다시 한 번!"》 - 아오야마 아미 역
- 2011년 후지TV 《임협 헬퍼 스페셜》

2014년 블랙프레지던트
2014년 시간은 멈추지 않는다

### 영화
- 2005년 《같은 달을 보고 있다》
- 2006년 《카뮈 따윈 몰라》
- 2006년 《착신아리 파이널》
- 2006년 《다만, 널 사랑하고 있어》
- 2007년 《대제의 검》
- 2009년 《벡실》
- 2007년 《크로우즈 제로》
- 2009년 《스바루》
- 2009년 《크로우즈 제로 2》
- 2009년 《어썰트 걸즈》
- 2010년 《야지마 미용실 더 무비: 꿈을 이루는 네바다》
- 2010년 《우주전함 야마토》
- 2011년 《안달루시아: 여신의 보복》
- 2012년 《기린의 날개》
- 2012년 《극장판 임협 헬퍼》
- 2014년 《루팡3세》

### 연극
- 2004년 《아타미 살인 사건·평양에서 온 여자 형사》
- 2005년 《Endless SHOCK》
- 2006년 《아즈미》
- 2005년 《조련사》
- 2007년 《언제나 다시 오려나》
- 2009년 《붉은 성 검은 모래》
- 2009년 《여자 노부나가》
- 2010년 《비룡 전 2010 라스트 프린세스》
- 2012년 《낭독극 "미야자와 켄지가 전하는 것》

## 그외 방송
- 2010년 TBS 《아이리스》 - 최승희 역 (일본어 더빙)
- 2010년 NHKBS-hi 《쿠로키 메이사 스페인 플라멩코~영혼의 춤과 만나는 여행~》

## 음반 목록

### 싱글
- 〈Like This〉 (2008년, 디지털 싱글)
- 〈Bad Girl〉 (2009년)
- 〈Shock-운메이-〉 (Shock-運命-) (2009년)
- 〈5-Five-〉 (2010년)
- 〈LOL!〉 (2010년)
- 〈One More Drama〉 (2011년)
- 〈Wired Life〉 (2011년)
- 〈Woman's Worth/Breeze Out〉 (2011년)

### 미니 음반
- 《Hellcat》 (2009년)
- 《Attitude》 (2010년)

### 정규 음반
- 《Magazine》 (2011년)
- 《Unlocked》 (2012년)

## 사진집
- 호리키타 마키 x 쿠로키 메이사 사진집 "missmatch" (2006년 6월 15일 발매)
- 1st 사진집 "LOVE MEISA" (2009년 7월 17일 발매)

## CM
현재 출연
- 반다이게임 "스마트 애완 동물" (2012년 ~)
- 가네보 "KATE" (2012년 ~ )

과거 출연
- 기모노 유젠 출연 (2004년 ~ 2005년)
- JTA (일본 트랜스 오션 항공) (2005년)
- KOSE "ESPRIQUE" (2005년 ~ 2006년)
- NTT DoCoMo (2005년 ~ 2008년)
- 시세이도 TSUBAKI (2006년 ~ 2007년)
- ANA 항공 (2006년 ~ 2007년)
- 유니클로 (2006년)
- 아사히 음료 "꽉 스며드는 콜라겐 워터" (2006년 ~ 2007년)
- 하우스 식품 "GABAN POTATO CHIPS" (2007년 ~ 2008년)
- 도시바 au 휴대폰 "Sportio/W62T" (2008년 ~ 2008년)
- 기린맥주 "Smooth" (2008년 ~ 2009년)
- 기린음료 "콜라 쇼크" (2009년 ~ 2010년)
- 식량 자급률 향상 추진 캠페인 "FOOD ACTION NIPPON 응원 서포터" (2009년)
- 로레알 파리 (2010년 ~ 2011년)
- 유니클로 "레깅스 팬츠" (2010년 ~ 2012년)
- 네슬레 "Kit Kat" (2010년 ~ 2011년)
- 엡손 "컬러 리오" (2010년 ~ 2011년)
- 다이와하우스공업 주식회사 (2010년 ~ 2011년)
- SEIKO "루키아" (2011년 ~ 2012년)
- Lipton "립톤 리모네 C", "스마트 타임스" (2011년 ~ 2012년)
- 모리나가 유업 "모리나가 알로에 요구르트" (2011년 ~ 2012년)
- 후지 중공업 "SUBARU BRZ" (2012년)

## 수상 내역
연기부분
- 2006년 제44회 골든 애로우상
- 2009년 하시다상 신인상 수상

그외부분
- 2008년 제10회 불가리 브릴리언트 드림 어워드 2008 수상
- 2009년 제6회 COTTON USA 상품 (Miss COTTON USA 부분) 수상
- 2009년 제52회 FEC 특별상 수상
- 2009년 Ms.Lily 수상
- 2009년 드비어스그룹 다이아몬드 브랜드 포에버 마크 수상
- 2009년 제5회 Fur of the Year 수상
- 2009년 제22회 2009 쇼가쿠칸 DIME 트렌드 대상 (올해의 트렌드 여성부분) 수상
- 2010년 제8회 파키시오 미각 대상 2010 (20대 부분) 수상
- 2010년 VOGUE NIPPON Women of the Year 2010 수상
- 2010년 제22회 일본 보석 베스트 드레서상 (20대 부분) 수상
- 2011년 제28회 베스트 지니스트 (일반선출 부문) 수상
- 2011년 만년필 베스트 코디네이트상 2011 (일반선출 부문) 수상
- 2012년 제29회 베스트 지니스트 (일반선출 부문) 수상